# Arapaçu-de-bico-curvo
Trepa-troncos-de-foice-amazónico ou arapaçu-de-bico-curvo (Campylorhamphus procurvoides) é uma espécie de ave da família Dendrocolaptidae.
Pode ser encontrada nos seguintes países: Brasil, Colômbia, Equador, Guiana Francesa, Guiana, Peru, Suriname e Venezuela.
Os seus habitats naturais são: florestas subtropicais ou tropicais húmidas de baixa altitude.